# Józef Chełmoński

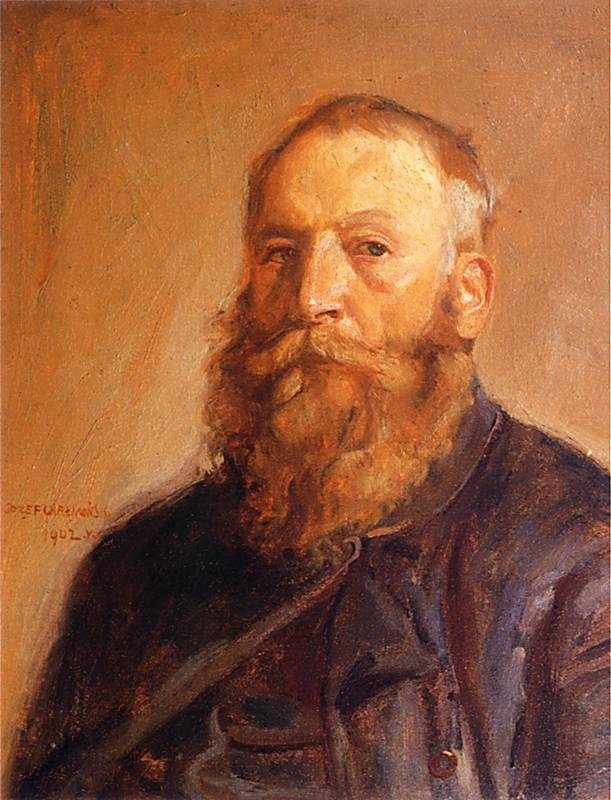
Selbstbildnis

Józef Marian Chełmoński (* 7. November 1849 in Boczki in Powiat Łowicki in Polen; † 6. April 1914 in Kuklówka Zarzeczna) war ein polnischer Maler.

## Leben
Chełmoński wurde als Sohn eines Angehörigen des masowischen Kleinadels, der Szlachta, geboren. Sein Vater war Grundbesitzer und Dorfvorsteher von Boczki und brachte dem Sohn die ersten Fertigkeiten im Zeichnen bei. Später studierte er von 1867 bis 1872 Zeichnung bei Wojciech Gerson, von 1871 bis 1874 lebte er in München, wo er 1872 kurz an der Kunstakademie studierte. 1875 zog er nach Paris, wo er u. a. als Illustrator für Le Monde illustré arbeitete. 1887 kehrte er nach Polen zurück. 

## Werk
Er malte hauptsächlich Genreszenen, polnische und ukrainische Dörfer, Jagdszenen und Pferde. Ein Beispiel dafür ist das Ölgemälde Rast mit dem Pferdeschlitten aus der Pariser Zeit des Künstlers.